# بلوگلازوو
بلوگلازوو (به لاتین: Beloglazovo) یک منطقهٔ مسکونی در روسیه است که در سرزمین آلتای واقع شده‌است.